# Jean Darlier
Jean Darlier, alias J.Darlier, Ray Bells, de son vrai nom Joseph Dethier, est un auteur, compositeur, chef d'orchestre, producteur, traducteur, adaptateur, arrangeur musical et parolier belge, né le 5 février 1920 en Belgique à Theux et mort le 27 juillet 2006 à L’Escala en Espagne.
Il est principalement connu dans le paysage musical belge et français comme l’auteur, compositeur, parolier de nombreuses musiques des années 1950 à 1980. Il a été l'auteur de titres tels que La Valse du printemps, repris plusieurs fois, ou encore Moi je dors avec nounours, interprété par Karin et Rebecca, sorti en 1964, écrit par leur père Eddie Defacq, et Jean Darlier. 
En 1981, il devient le directeur de Hebra Records, une maison de disque belge qui a été fondé en 1935.
Il a aussi eu de nombreuses responsabilités en lien avec des associations pour les droits d'auteurs et compositeurs de musique.

## Biographie
Jean Darlier a reçu plusieurs distinctions militaires et civiles, comme la médaille de la Résistance et de Combattant de la guerre 1940-1945, et celle de commandeur de l'Ordre de Léopold II, reçu le 26 novembre 1996.
Il a étudié au Conservatoire de Verviers, ainsi qu'à Liège pour des études de technologie. Francis de Bourguignon l'a initié à l'harmonie.
Après la libération, il fait partie de l'Orchestre du Théâtre de l’Alhambra, pendant 9 ans.
En 1946, Jean Darlier fait partie de la Société belge des auteurs, compositeurs et éditeurs, soit la SABAM, en tant que coopérateur.
Dans les années 1950, il est le parolier et compositeur pour des chanteuses telles que Bébé Hong-Suong, Gaby Varny, Tohama.
En 1960, il est le directeur artistique de Burt Blanca.
En 1962, il devient éditeur de musique.
En 1963, une photo regroupant Jean Darlier, Émilienne Dethier (sa femme), Tony Di Napoli (chanteur), Salvatore Di Maria (auteur-compositeur), Gaby Varny (chanteuse des années 1950) et Joseph Lentini (journaliste et photographe), a été prise.
Durant les années 1950 à 1970, il a de nombreuses fois travaillé avec Roland Thyssen (1927-2017), compositeur et chef d'orchestre belge, et Emile Sullon (1922-2000), auteur-compositeur, interprète, chef d'orchestre et écrivain belge. Jean Darlier a lui aussi été un chef d'orchestre, sous le pseudonyme de Ray Bells.
Il a composé pour des accordéonistes comme par exemple Georges Verhums, Willy Staquet ou encore Roger Fyon un accordéoniste originaire de Theux, né en avril 1928 et décédé en novembre 2008. 
Dans les années 1960 aux années 1970, il compose différents titres pour Karin et Rebecca en collaboration avec leur père, Eddie Defacq. En 1964 sort Moi je dors avec nounours qui est un succès.
À partir de la fin des années 1960, il s'attelle à la production de musique. Il produit pour des artistes tels que Nicole Josy et Hugo Sigal, Serge Davignac, Pol Somville, Will Ferdy, Manuel de Gomez, Vic Vony (chanteur belge né vers Tournai en janvier 1924 et mort en février 2006).
Dans cette même période, sort en Belgique sa version de Happy Birthday ! qu'il a composée et produite, ainsi qu'une reprise de Bon Anniversaire qu'il a produite. En France, le 45 tours sortira en 1974.
Il est président du jury de plusieurs concours de chant dont celui du « Parapluie des vedettes » à Huy, en Belgique, en 1968, où Chris Eden (pseudonyme de Christian Adam) est repéré après l'interprétation de ses deux compositions Monsieur le magicien et On s'était promis.
En 1970, il devient un administrateur de la SABAM.
En 1975, il devient un administrateur-délégué à la SABAM, jusqu'en 1995. Puis administrateur-délégué honoraire de la SABAM.
En 1981, il devient le nouveau directeur de la maison de disque belge Hebra Records.
D'autres responsabilités notables peuvent être citées, comme en 1975 où il est le fondateur et président d'URADEX qui est une société pour la défense du droit des artistes-interprètes-exécutants, le titre d'administrateur (1985-1995) et président honoraire de la CISAC, ou encore un membre du CIAM (Conseil International des Auteurs et Compositeurs de Musique).
Le 27 juillet 2006, il décède en Espagne, à L’Escala, à l’âge de 86 ans.
Le 5 août 2006, il est incinéré en Belgique, en Wallonie, à Charleroi. L’urne cinéraire est inhumée en columbarium au cimetière de Wauthier-Braine.

### Vie privée
Son épouse était Emilienne Dethier, née Michiels. Elle est née en Belgique, en région wallonne, à Tamines le 27 novembre 1924 et décédée le 16 juillet 2007 en Espagne à L’Escala, à l’âge de 82 ans.
Ils ont eu une fille, Nicole Dethier, et un garçon. 
Sa petite-fille, Alice Dulac, travaille dans la maison de disque Hebra Records. Elle s’occupe du management du label.

## Autres informations
Concernant un des pseudonymes utilisés, Lou Pascal, un doute subsiste si celui-ci appartient à sa femme, à lui-même, ou encore une autre personne.
Son nom est mis à l’honneur pour un concours, avec le «prix international Jean Darlier de la chanson française».